# François Mautin
François Mautin (Párizs, 1907. május 9. – Párizs, 2003. október 27.) francia jégkorongozó, olimpikon.
Az 1928. évi téli olimpiai játékokon játszott a jégkorongtornán. A francia csapat az A csoportba került. Az első mérkőzésen megverték a magyarokat 2–0-ra, majd a briteket 3–2-re és végül kikaptak a belgáktól 3–1-re. Csak a rosszabb gólkülönbség miatt nem jutottak be a négyes döntőbe.
Részt vett az 1931-es jégkorong-világbajnokságon.
Több klubcsapatban is játszott. A CSH Parisban, a Racing Club de France-ban és a Français Volants Parisban.